# HD 35909
HD 35909，又名BD+13 903，SAO 94580、HR 1819，是一颗恒星，视星等为6.35，位于銀經190.93，銀緯-11.42，其B1900.0坐标为赤經5h 22m 55.3s，赤緯+13° -11.42′ 47″。